# Linha de gelo
Em astronomia ou ciência planetária, a linha de gelo, é a distância particular na nebulosa solar da protoestrela central, onde é frio o suficiente para compostos voláteis como água, amônia, metano, dióxido de carbono e monóxido de carbono condensarem em grãos de gelo sólidos.
Cada substância volátil tem sua própria linha de gelo (por exemplo, monóxido de carbono, nitrogênio e argônio), por isso é importante sempre especificar qual linha de gelo do material se refere. Um gás de rastreamento pode ser usado para materiais difíceis de detectar; por exemplo diazenílio para monóxido de carbono.
O termo é emprestado da noção de "linha de congelamento" na ciência do solo.

## Localização
Diferentes compostos voláteis têm diferentes temperaturas de condensação em diferentes pressões parciais (portanto, diferentes densidades) na nebulosa da protoestrela, de modo que suas respectivas linhas de gelo serão diferentes. A temperatura real e a distância para a linha de gelo da água dependem do modelo físico usado para calculá-lo e do modelo teórico da nebulosa solar:
- 170 K em 2.7 UA (Hayashi, 1981)[4]
- 143 K em 3.2 UA a 150 K em 3 UA (Podolak and Zucker, 2010)[5]
- 3.1 UA (Martin & Livio, 2012)[6]
- ≈150 K para grãos de tamanho μm e ≈200 K para corpos de tamanho de km (D'Angelo & Podolak, 2015)[7]

## Linha de gelo atual versus linha de gelo de formação
A posição radial da frente de condensação/evaporação varia ao longo do tempo, à medida que a nebulosa evolui. o termo linha de gelo também é usado para representar a distância atual na qual o gelo de água pode ser estável (mesmo sob luz solar direta). Esta distância da linha de gelo atual é diferente da distância da linha de gelo de formação durante a formação do Sistema Solar e é aproximadamente igual a 5 UA (unidade astronômica). A razão para a diferença é que durante a formação do Sistema Solar, a nebulosa solar era uma nuvem opaca onde as temperaturas eram mais baixas perto do Sol, e o próprio Sol era menos energético. Após a formação, o gelo foi enterrado pela poeira que caiu e permaneceu estável alguns metros abaixo da superfície. Se o gelo dentro de 5 UA for exposto, por exemplo numa cratera, então sublima em curtos períodos de tempo. No entanto, fora da luz solar direta, o gelo pode permanecer estável na superfície dos asteroides (e da Lua e Mercúrio) se estiver localizado em crateras polares permanentemente sombreadas, onde a temperatura pode permanecer muito baixa ao longo da idade do Sistema Solar (por exemplo, 30 a 40 K na Lua).
Observações do cinturão de asteroides, localizado entre Marte e Júpiter, sugerem que a linha de gelo de água durante a formação do Sistema Solar estava localizada nesta região. Os asteroides externos são objetos gelados da classe C (por exemplo, Abe et al. 2000; Morbidelli et al. 2000), enquanto o cinturão de asteroides interno é amplamente desprovido de água. Isso implica que, quando ocorreu a formação planetesimal, a linha de gelo estava localizada a cerca de 2.7 UA do Sol.
Por exemplo, o planeta anão Ceres com semi-eixo maior de 2.77 UA encontra-se quase exatamente na estimativa mais baixa para a linha de gelo de água durante a formação do Sistema Solar. Ceres parece ter um manto gelado e pode até ter um oceano de água abaixo da superfície.

## Formação planetária
A temperatura mais baixa na nebulosa além da linha de gelo torna muito mais grãos sólidos disponíveis para acreção em planetesimais e eventualmente planetas. A linha de gelo, portanto, separa os planetas terrestres dos planetas gigantes do Sistema Solar. No entanto, planetas gigantes foram encontrados dentro da linha de gelo em torno de várias outras estrelas (os chamados Júpiter quentes). Acredita-se que eles se formaram fora da linha de gelo e depois migraram para dentro de suas posições atuais. A Terra, que fica a menos de um quarto da distância da linha de gelo, mas não é um planeta gigante, tem gravidade adequada para evitar que o metano, amônia e vapor de água escapem dela. Metano e amônia são raros na atmosfera da Terra apenas por causa de sua instabilidade em uma atmosfera rica em oxigênio que resulta de formas de vida (principalmente plantas verdes) cuja bioquímica sugere que metano e amônia abundantes ao mesmo tempo, mas é claro que água líquida e gelo, que são quimicamente estáveis em tal atmosfera, formam grande parte da superfície da Terra.
Os pesquisadores Rebecca Martin e Mario Livio propuseram que o cinturão de asteroides pode tender a se formar nas proximidades da linha de gelo, devido a planetas gigantes próximos que interrompem a formação de planetas dentro de sua órbita. Ao analisar a temperatura da poeira quente encontrada em torno de cerca de 90 estrelas, eles concluíram que a poeira (e, portanto, possíveis cinturões de asteroides) era normalmente encontrada perto da linha de gelo. O mecanismo subjacente pode ser a instabilidade térmica da linha de gelo nas escalas de tempo de 1.000 a 10.000 anos, resultando na deposição periódica de material de poeira em anéis circunstelares relativamente estreitos.